# إنجلز (مدينة)
إنجلز (الروسية: Энгельс) هي إحدى مدن روسيا في الكيان الفدرالي الروسي ساراتوف أوبلاست. سُميت المدينة باسم منظر الماركسية الألماني فريدريك إنجلز.

## توأمة
لإنجلز (مدينة) اتفاقيات توأمة مع:
- فوبرتال

## أعلام
- أرتي
- الكساندر سيبيتا
- يوري شارجين
- دينيس تاراسوف